# Lynk & Co 01
Le Lynk & Co 01 est un SUV compact du constructeur automobile chinois Lynk & Co. Il est le premier modèle produit par Lynk & Co, marque née de l'association des constructeurs automobiles Volvo et Geely, à partir de 2017. Ce SUV est par la suite lancé en Europe, dès 2020.

## Présentation
Le premier modèle de Lynk & Co est lancé en décembre 2017 en Chine. La 01 destinée au marché chinois est fabriquée localement dans l’usine Volvo de Taizhou où, mi-2018, 60 000 exemplaires ont été produits, alors que les modèles pour le marché européen seront produits dans l’usine Volvo de Gand, en Belgique.

La 01 est commercialisée en Europe à partir d'octobre 2020, d'abord aux Pays-Bas (Amsterdam) suivi par la Suède (Göteborg), puis dans le reste du continent.

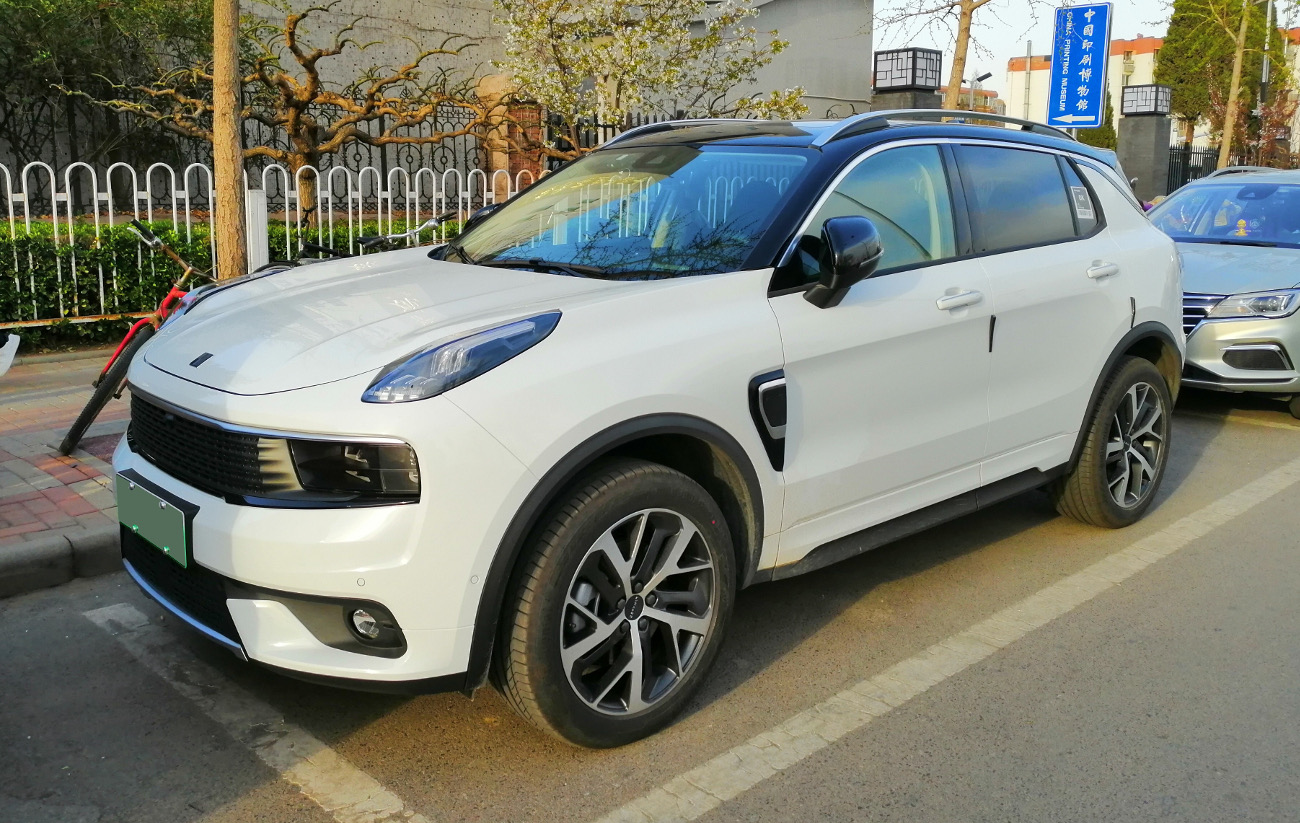
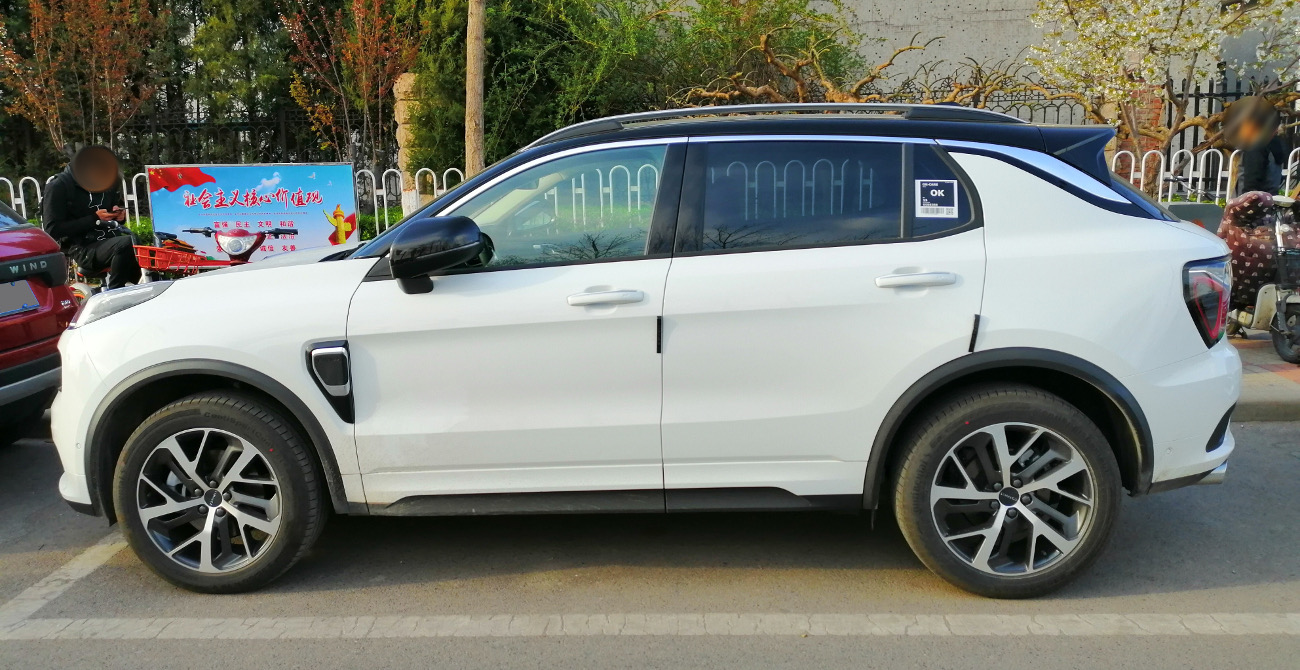
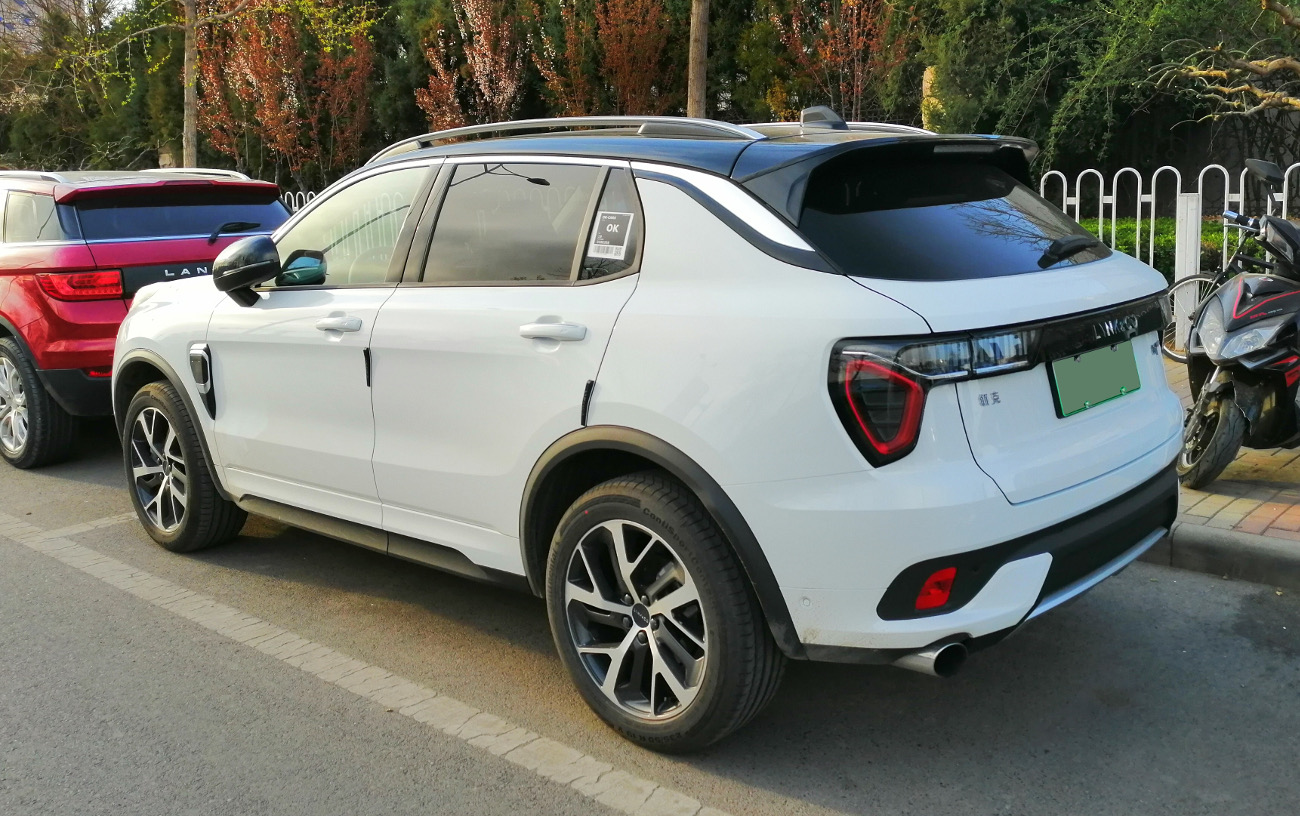

## Caractéristiques techniques
Le Lynk & Co 01 repose sur la plateforme modulaire CMA (Compact Modular Architecture) du constructeur suédois Volvo, servant au XC40.

### Motorisations
La 01 de Lynk & Co est motorisée par le quatre cylindres turbocompressé VEP4 d'origine Volvo, de deux litres de cylindrée et développant 197 ch. Il est accouplé à une boîte de vitesses automatique à 6 vitesses ou DCT à 7 vitesses, et il est disponible en 2 ou 4 roues motrices.
Une version hybride rechargeable, équipée du 1.5 turbo 180 ch d'origine Volvo et d'un moteur électrique pour une puissance cumulée de 261 ch associé à une batterie lithium-ion de 14,1 kWh, est disponible en Europe.
|                            | 01 FWD HYBRID              | 01 FWD PHEV                                 |
| -------------------------- | -------------------------- | ------------------------------------------- |
| Carburant                  | Essence                    | Essence                                     |
| Désignation moteur         | B3154T                     |                                             |
| Moteur                     | 4-cylindres turbocompressé | 3-cylindres turbocompressé                  |
| Cylindrée (cm³)            | 1969                       | 1477                                        |
| Puissance maximale ch (kW) | 197 (142)                  | (thermique) : 180 (132) (cumulée) 261 (192) |
| au régime de (tr/min)      | 4700                       | 5500                                        |
| Couple maximal (N m)       | 300                        | 265                                         |
| au régime de (tr/min)      | 1400 à 4000                | 1500 à 4000                                 |
| Boîte de vitesses          | Geartronic 8 rapports      | Robotisée à double embrayage et 7 rapports  |
| Transmission               | Intégrale AWD              | Traction                                    |
| Vitesse maximale (km/h)    | 220                        | 180                                         |
| 0-100 km/h (s)             |                            | 7,9                                         |
| Consommation (ℓ/100 km)    |                            | 1,2                                         |
| Émissions de CO2 (g/km)    |                            | 27                                          |
| Masse à vide (kg)          |                            | 1879                                        |

## Finitions
- 01
- 01 Lite
- 01 Pro

## Série limitée
Pour le lancement de la 01, Lynk & Co propose une version Lynk & Co 01 Limited Edition produite à 1 000 exemplaires.